# Gérard Sebaoun
Gérard Sebaoun, né le 28 novembre 1950 à Alger (Algérie), est un homme politique français membre du Parti socialiste. Il a été conseiller municipal de Franconville de 2001 à 2014 et député de la 4e circonscription du Val-d'Oise de 2012 à 2017. Il a mené deux fois les listes de gauche lors des élections municipales à Franconville en 2001 et 2008. Il a été conseiller général du Val-d'Oise de 2004 à 2011 dont trois ans vice-président de Didier Arnal et président du groupe majoritaire entre 2008 et 2011.

## Biographie

### Vie personnelle
Né le 28 novembre 1950 à Alger, il arrive à Marseille (Bouches-du-Rhône) en juin 62. Après l'indépendance de l'Algérie, sa famille s'installera à Paris. Il effectue sa scolarité secondaire au lycée Jean-Baptiste-Say de Pais, obtient son baccalauréat série D en 1968, et intègre la faculté de médecine Paris Necker EM. Après sa thèse de médecine en 1977 "Reprise du travail après infarctus du myocarde" (Lauréat de la faculté), son service militaire, il suit des études de spécialité (Cardiologie et Médecine du travail) et après un internat des hôpitaux de région sanitaire, il exerce la cardiologie en libéral 1982/2012, également à l'hôpital (Fondation Rothschild (1983/1997) et en clinique. Il est actuellement médecin du travail au siège de la compagnie d'Assurances Generali France. Il est arrivé à Franconville (Val-d'Oise) en 1994 avec son épouse et ses trois enfants après avoir vécu à Paris et Boulogne-Billancourt.

### Vie politique
Il s'engage dans la section du Parti socialiste de Franconville en 1995 et participe à la campagne de Lionel Jospin lors de l'élection présidentielle de 1995 puis à celle de Jacqueline Ferret, tête de liste de l'union de la gauche lors de l'élection municipale de la même année. En 2001, il mène à son tour la gauche lors de l'élection municipale qu'il perd au 2e tour face à la liste du maire sortant, Francis Delattre avec 42,50 % des voix dans le cadre d'une triangulaire. En 2008, il mène de nouveau la gauche à l'élection municipale et s'incline une fois encore face à la droite menée par Francis Delattre dès le 1er tour avec 36,06 % des voix alors qu'il y avait trois listes en course. De 2001 à 2008, il a été chef de file du groupe « Transparence et démocratie locale » composé de huit élus dont six socialistes, un communiste et un apparenté communiste, de 2008 à 2014, il a été chef de file du groupe « Franconville citoyenne » composé de sept élus dont cinq socialistes, un écologiste et un communiste.
Lorsqu'en 2010, Francis Delattre, maire de Franconville publie avec Sébastien Meurant, maire de Saint-Leu-la-Forêt un communiqué sur le prétendu « palmarès judiciaire » d'Ali Soumaré,, il a été le premier responsable socialiste du département à soutenir la tête de liste valdoisienne du PS pour l'élection régionale de 2010 en Île-de-France en créant un groupe de soutien sur le réseau social Facebook,.

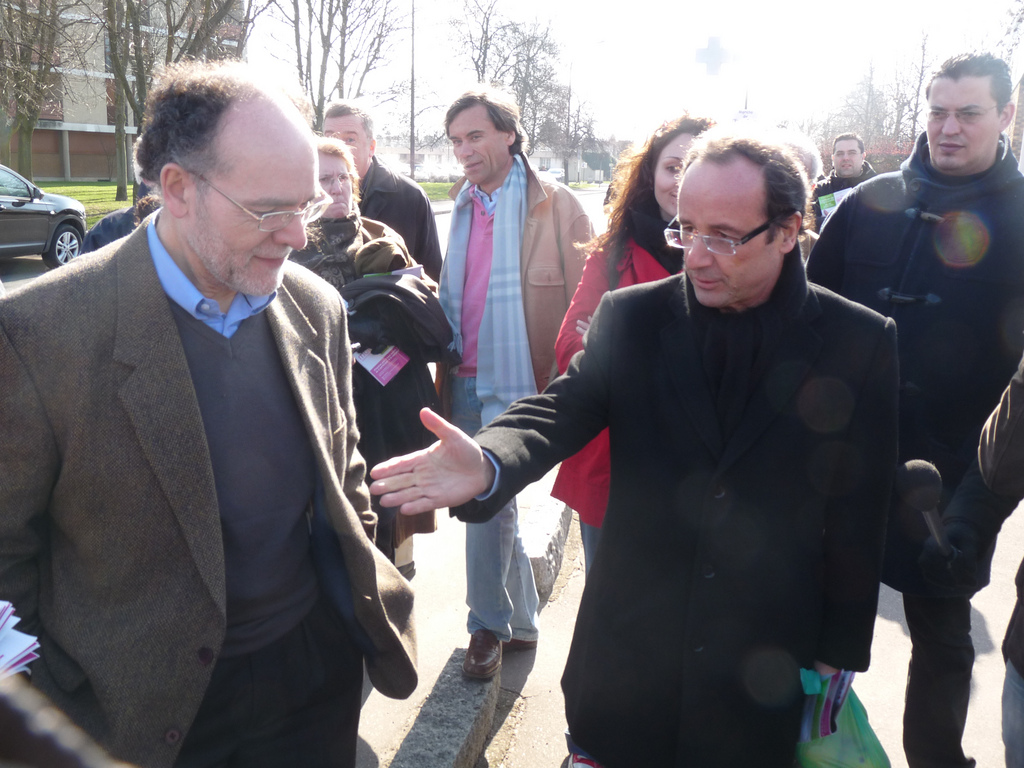
Avec François Hollande en mars 2011 à Franconville.

En 2004, il bat le conseiller général sortant du canton de Franconville lors de l'élection cantonale, René di Piazza (UMP) avec 51,06 % des voix et entre dans l'opposition au conseil général du Val-d'Oise. En 2008 la gauche devient majoritaire au conseil général du Val-d'Oise et il devient 2e vice-président de Didier Arnal et président du groupe socialiste et apparenté chargé de l'Éducation, de la jeunesse, de la prévention et des questions de sécurité.
Dans le cadre de son mandat départemental, il a créé la Direction jeunesse du conseil général du Val-d'Oise, qui n'existait pas auparavant. Il a également mis en place le quotient familial pour la restauration scolaire dans les collèges en expérimentation dans 37 établissements à partir de la rentrée scolaire 2008/2009, puis généralisé à tous les collèges du département à la rentrée 2009/2010, en deux ans le pourcentage de demi-pensionnaires est passé de 47 % à 55 %. Il a contribué à la mise en place de la contractualisation avec les communes visant à encadrer le versement de subventions aux communes pour l'investissement et mettre fin à « une logique de guichet », l'estimant coûteuse pour les finances départementales. Il a mené le dossier de l'aide au permis de conduire pour les jeunes âgés de 18 à 26 ans dont avaient bénéficié 2 000 jeunes dans le Val-d'Oise après son lancement en 2009. Il a également contribué à la réduction des subventions départementales pour les polices municipales et la vidéosurveillance et est opposé au subventionnement des polices municipales armées,, il estime que ce ne sont pas aux collectivités locales de pallier les manques d'effectifs de la police nationale.
Gérard Sebaoun perd son siège au conseil général du Val-d'Oise lors de l'élection cantonale de 2011 face à Marie-Christine Cavecchi (UMP) avec 47,89 % des voix. Pendant la campagne il a reçu la visite de François Hollande venu soutenir sa candidature avec Jeanne Charrières (EELV) comme remplaçante.

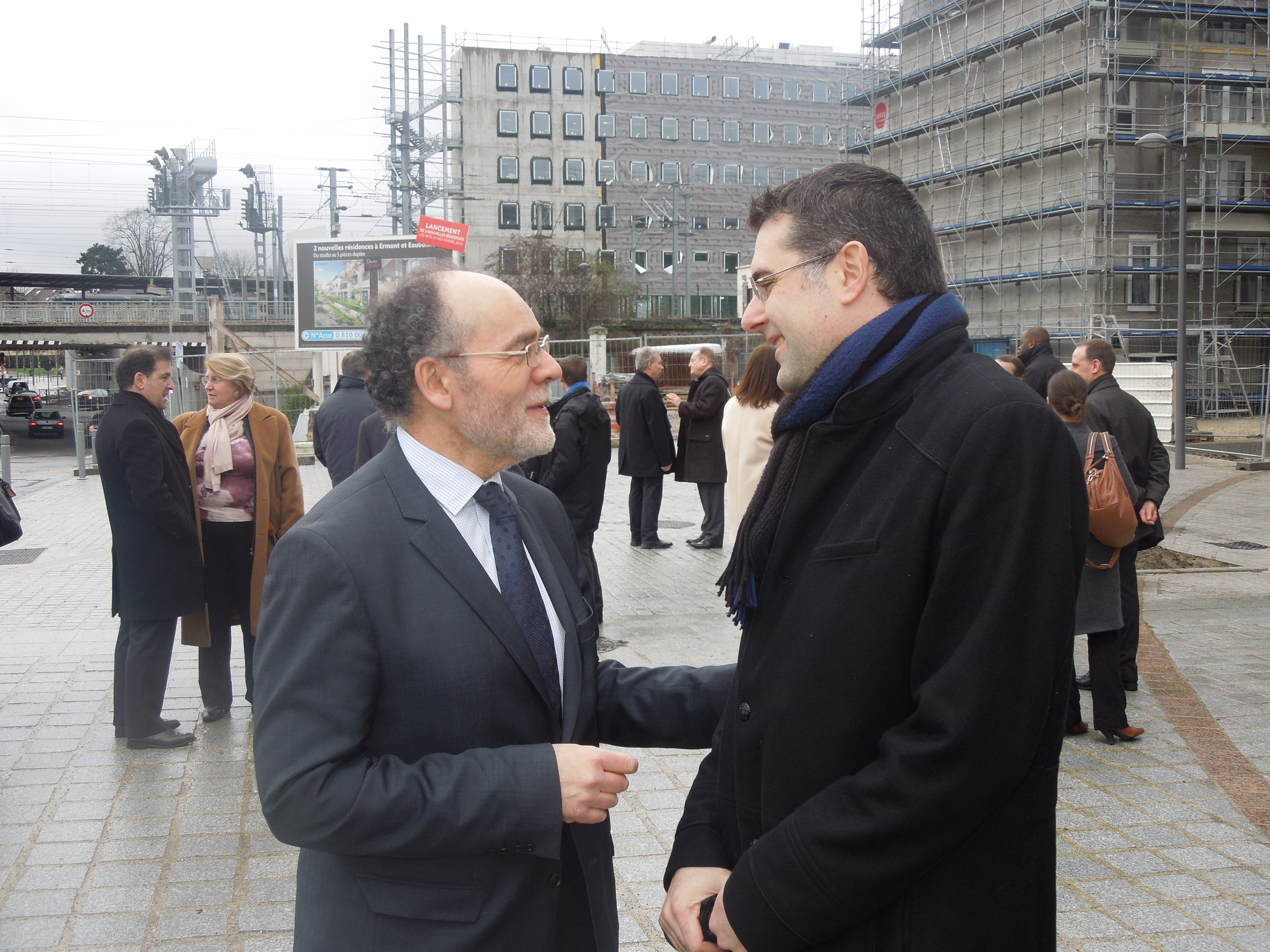
Avec Mathias Trogrlic, conseiller municipal d'Ermont, son suppléant. Février 2013.

Il a été candidat du Parti socialiste lors de l'élection législative de 2007 avec François Balageas, ancien maire d'Eaubonne et conseiller général du Val-d'Oise comme suppléant, dans la 4e circonscription du Val-d'Oise perdue face à Claude Bodin (UMP) avec 45,06 % des voix.
Lors de l’élection législative de 2012, il bat Claude Bodin (UMP), député sortant, avec 50,25 % des voix.
Membre du groupe dit des "frondeurs" il est débarqué de la commission des affaires sociales de l'Assemblée nationale pour s'être abstenu lors du vote de confiance du gouvernement Valls II le 16 septembre 2014. Il est dès lors déplacé à la commission des Affaires étrangères, puis réintégré à la commission des affaires sociales à la fin de l'année 2014. Le 29 septembre 2015, il est nommé rapporteur du titre I du projet de loi de "modernisation de notre système de santé", prenant ainsi la suite d'Olivier Véran, ancien député.
Le 19 novembre 2015, il figure parmi les six députés qui votent contre le projet de loi (adopté par 551 députés pour, 6 contre et une abstention) relatif à l'état d'urgence à la suite des attentats du 13 novembre.

## Mandats

### Mandats nationaux
- Député de la 4e circonscription du Val-d'Oise (2012-2017)

### Mandats locaux
- Conseiller municipal de Franconville (Val-d'Oise) du 18 mars 2001 à mars 2014,
- Conseiller général du Val-d'Oise dans le canton de Franconville du 28 mars 2004 au 27 mars 2011.